# Pseudeusemia tricolor
Pseudeusemia tricolor är en fjärilsart som beskrevs av W. Warren 1896. Pseudeusemia tricolor ingår i släktet Pseudeusemia och familjen mätare. Inga underarter finns listade i Catalogue of Life.